# داوودهونو
داوودهونو (به لاتین: Davıdonu) یک منطقه مسکونی در جمهوری آذربایجان است که در شهرستان لریک واقع شده‌است.

## جمعیت
داوودهونو ۷۱۷ نفر جمعیت دارد.

## ریشه واژه
هونی یا هونو در زبان تالشی به‌معنی چشمه است و داوودهونو یعنی چشمه داوود.